# Sergey Khodos
Sergey Viktorovich Khodos (em russo: Сергей Викторович Ходос; Öskemen, 14 de julho de 1986) é um esgrimista russo-cazaque de espada.
Khodos competiu pela primeira vez como representante do Cazaquistão, conquistando uma medalha de ouro no evento por equipes do Campeonato Mundial Júnior de 2006, além de uma medalha de bronze nos Jogos Asiáticos de 2006 e uma medalha de prata no evento individual do Campeonato Asiático de Esgrima, em 2007. Após isso, Khodos começou a competir pela Rússia, juntando-se à equipe nacional em 2010. Ele conquistou duas medalhas de ouro e três de bronze em campeonatos europeus, além de duas medalhas de bronze em campeonatos mundiais.
Graduado em educação Física e estudos esportivos pela Universidade Estadual do Leste do Cazaquistão, Sergey Khodos detém o título de Mestre do Esporte de Classe Internacional da Federação Russa.

## Carreira
Khodos nasceu na cidade de Öskemen, território que pertencia à antiga República Socialista Soviética Cazaque. Influenciado por seu irmão, ele começou a praticar esgrima num clube de sua cidade nata em 1996. Estreou em competições internacionais como representante do Cazaquistão numa etapa da Copa do Mundo de 2005, conquistou sua primeira medalha no ano seguinte, um bronze no evento por equipes dos Jogos Asiáticos. Em 2007, conquistou a medalha de prata no individual do Campeonato Asiático de Esgrima.
Em 2010, juntou-se a equipe da Rússia, sua primeira medalha como representante da nova pátria foi conquistada em 2011, um bronze no evento por equipes do Campeonato Europeu de Sheffield, ele repetiu o feito em 2014, no Europeu de Estrasburgo. Khodos também conquistou duas medalhas de ouro por equipes em campeonatos europeus nas edições de Tbilisi (2017) e Novi Sad (2018), além de um bronze no evento individual de 2017.
Em campeonatos mundiais, conquistou duas medalhas com a equipe russa, nas edições de 2017 e 2018. Ele também integrou a equipe russa de espada dos Jogos Olímpicos do Rio de Janeiro, onde foram eliminados pela Suíça por 45 a 28, terminando na sétima colocação.